# Beirut (Band)
Beirut ist eine US-amerikanische Folkband um den Sänger Zach Condon.

## Geschichte
Im Alter von 15 Jahren nahm Zach Condon unter dem Namen The Real People ein an The Magnetic Fields orientiertes Album auf (The Joys of Losing Weight), das – wie später auch der Track Scenic World auf dem Album Gulag Orkestar – auf elektronischen LoFi-Aufnahmen basiert. Ein Jahr später spielte er ein Doo-Wop-Album ein, das von Frankie Lymon & the Teenagers inspiriert ist und noch nicht offiziell veröffentlicht wurde. Außerdem nahm er unter dem Namen 1971 drei Songs für die EP Small Time American Bats auf. Obwohl er als überaus begabter Schüler der Santa Fe High School (New Mexico) beschrieben wird, brach er die Schule mit 16 Jahren ab und reiste durch Europa, wo er mit großer Begeisterung die Einflüsse der Balkan-Blasmusik und der Folklore der Sinti und Roma aufgriff. Eine besondere Rolle spielten dabei seine Kontakte zum serbischen Boban Marković Orchestra und zu Goran Bregović.
Das unmittelbare Ergebnis dieser vielfältigen Inspirationen war die Entstehung der bis zu elfköpfigen Band Beirut, mit der Zach Condon in unterschiedlichen Zusammensetzungen 2005 und 2006 das Album Gulag Orkestar sowie die EP Lon Gisland für das Musiklabel Ba Da Bing! aufnahm – beides erschien in Europa in erweiterten Fassungen bei dem britischen Label 4AD. Während Condon den Großteil der Songs noch im heimischen Albuquerque eingespielt hatte, zog er Ende 2005 in den New Yorker Stadtteil Brooklyn, wo er seine Aufnahmen unter Mitwirkung von Jeremy Barnes (Neutral Milk Hotel und A Hawk and A Hacksaw) sowie Heather Trost (A Hawk and A Hacksaw) abschließend überarbeitete. Das von seiner einzigartigen Mischung aus orchestraler Musik der Roma, melodischem Pop und osteuropäischer Polka geprägte Album stieß auf ein breites Echo in der Musikpresse und der gesamten Indieszene. Unter der Regie von Alma Har’el entstanden Musikvideos zu den Tracks Elephant Gun und Postcards from Italy.
Auch die Aufnahmen zum zweiten Album The Flying Club Cup, das im Oktober 2007 – wiederum auf Ba Da Bing! und 4AD – erschien, wurden mit zahlreichen Video Performances in der Öffentlichkeit verbunden. Hier entdeckte Condon zudem seine besondere Vorliebe für Frankreich, dessen Städte und Volkskultur er in mehr von ihren Melodien als vom orchestralen Balkansound bestimmten Liedern besingt. In Cliquot übernimmt den Gesang dabei Owen Pallett von Final Fantasy, der auch die Streicher für das gesamte Album arrangiert hat.
Die Welttournee 2007/2008, die sehr erfolgreich in Neuseeland und Australien begann, brach Zach Condon jedoch unerwartet ab. In einem persönlichen Brief an seine Fans vom 3. April 2008, den er auf der Homepage der Band veröffentlichte, entschuldigte er sich für diese Entscheidung und deutete an, ihm sei der unerwartete Erfolg der Band und alles, was damit in Zusammenhang steht, über den Kopf gewachsen. Gleichzeitig kündigte er jedoch eine Rückkehr mit neuem Songmaterial an, wobei er jedoch offenließ, ob die Band Beirut weiterhin bestehen bleiben würde.
Zach Condon kehrte im Februar 2009 mit zwei neuen EPs zurück, eine wurde unter dem Künstlernamen Realpeople veröffentlicht. Die unter dem Namen Beirut veröffentlichte EP heißt March of the Zapotec, während die Realpeople-EP den Namen Holland trägt. Im Jahr 2011 erschien das Album The Rip Tide, auf dem sich Chanson, Polka und Balkan-Sound mit Elementen von Pop-Balladen vermischen.
Nach vier Jahren Pause erschien 2015 das neue Album No No No, in dem der Stil der Musik etwas leichter und weniger melancholisch erscheint. Die Besetzung war minimalistischer und es wurde oftmals nur Gitarre, Bass, Piano und Schlagzeug eingesetzt. Insgesamt wurde das Album als fröhlicher und weniger überladen als seine Vorgänger beschrieben. Ihr nächstes Album Gallipoli veröffentlichten Beirut im Jahr 2019.
Am 10. November 2023 erschien das Album Hadsel mit 12 Liedern im Label Pompeii Records. Condon nahm das Album alleine im namensgebenden Dorf Hadsel und Nord-Norwegen auf.
Am 19. April 2025 wurde das siebte Studioalbum A Study of Losses veröffentlicht. Die Songs des Albums sind eine Auftragsarbeit für den schwedischen Akrobatik-Zirkus "Giraff". Die 18 Stücke des Albums wurden in Berlin und Stokmarknes, Norwegen aufgenommen. Condon ließ sich für die Songs vom Buch "Verzeichnis einiger Verluste" von Judith Schalansky inspirieren, daher auch der Titel des Albums.

## Diskografie

### Alben
| Jahr | Titel Musiklabel               | Höchstplatzierung, Gesamtwochen, AuszeichnungChartplatzierungen (Jahr, Titel, Musiklabel, Platzierungen, Wochen, Auszeichnungen, Anmerkungen) | Höchstplatzierung, Gesamtwochen, AuszeichnungChartplatzierungen (Jahr, Titel, Musiklabel, Platzierungen, Wochen, Auszeichnungen, Anmerkungen) | Höchstplatzierung, Gesamtwochen, AuszeichnungChartplatzierungen (Jahr, Titel, Musiklabel, Platzierungen, Wochen, Auszeichnungen, Anmerkungen) | Höchstplatzierung, Gesamtwochen, AuszeichnungChartplatzierungen (Jahr, Titel, Musiklabel, Platzierungen, Wochen, Auszeichnungen, Anmerkungen) | Höchstplatzierung, Gesamtwochen, AuszeichnungChartplatzierungen (Jahr, Titel, Musiklabel, Platzierungen, Wochen, Auszeichnungen, Anmerkungen) | Anmerkungen                                     |
| Jahr | Titel Musiklabel               | DE | AT | CH | UK | US | Anmerkungen                                     |
| ---- | ------------------------------ | --- | --- | --- | --- | --- | ----------------------------------------------- |
| 2006 | Gulag Orkestar Ba Da Bing      | — | — | — | — | — | Erstveröffentlichung: 3. November 2006          |
| 2007 | The Flying Club Cup Ba Da Bing | — | — | CH94 (1 Wo.)CH | UK69 (1 Wo.)UK | US118 (2 Wo.)US | Erstveröffentlichung: 5. Oktober 2007           |
| 2011 | The Rip Tide Pompeii Records   | DE69 (2 Wo.)DE | AT20 (4 Wo.)AT | CH29 (3 Wo.)CH | UK49 (2 Wo.)UK | US80 (6 Wo.)US | Erstveröffentlichung: 26. August 2011           |
| 2015 | No No No 4AD                   | DE38 (1 Wo.)DE | AT12 (3 Wo.)AT | CH38 (2 Wo.)CH | UK37 (1 Wo.)UK | US46 (1 Wo.)US | Erstveröffentlichung: 11. September 2015        |
| 2019 | Gallipoli 4AD                  | DE21 (1 Wo.)DE | AT10 (4 Wo.)AT | CH21 (2 Wo.)CH | UK61 (1 Wo.)UK | — | Erstveröffentlichung: 1. Februar 2019           |
| 2022 | Artifacts 4AD                  | DE69 (1 Wo.)DE | AT71 (1 Wo.)AT | — | — | — | Erstveröffentlichung: 25. März 2022 Kompilation |
| 2023 | Hadsel Pompeii                 | DE68 (1 Wo.)DE | AT40 (2 Wo.)AT | — | — | — | Erstveröffentlichung: 10. November 2023         |
| 2025 | A Study of Losses Pompeii      | DE79 (1 Wo.)DE | — | CH97 (1 Wo.)CH | — | — | Erstveröffentlichung: 18. April 2025            |

### EPs
| Jahr | Titel                                       | Höchstplatzierung, Gesamtwochen, AuszeichnungChartplatzierungen (Jahr, Titel, Platzierungen, Wochen, Auszeichnungen, Anmerkungen) | Höchstplatzierung, Gesamtwochen, AuszeichnungChartplatzierungen (Jahr, Titel, Platzierungen, Wochen, Auszeichnungen, Anmerkungen) | Höchstplatzierung, Gesamtwochen, AuszeichnungChartplatzierungen (Jahr, Titel, Platzierungen, Wochen, Auszeichnungen, Anmerkungen) | Höchstplatzierung, Gesamtwochen, AuszeichnungChartplatzierungen (Jahr, Titel, Platzierungen, Wochen, Auszeichnungen, Anmerkungen) | Höchstplatzierung, Gesamtwochen, AuszeichnungChartplatzierungen (Jahr, Titel, Platzierungen, Wochen, Auszeichnungen, Anmerkungen) | Anmerkungen                            |
| Jahr | Titel                                       | DE | AT | CH | UK | US | Anmerkungen                            |
| ---- | ------------------------------------------- | --- | --- | --- | --- | --- | -------------------------------------- |
| 2009 | March of the Zapotec and Realpeople Holland | — | AT71 (2 Wo.)AT | CH75 (1 Wo.)CH | — | US87 (3 Wo.)US | Erstveröffentlichung: 13. Februar 2009 |

Weitere EPs
- 2007: Pompeii (Pompeii Records)
- 2007: Elephant Gun (4AD)

### Singles
- 2006: Lon Gisland (Ba Da Bing)
- 2007: The Guns of Brixton / Interior of a Dutch House (City Slang)
- 2011: East Harlem / Goshen (Pompeii Records)
- 2015: Gibraltar (4AD)
- 2015: So Allowed (4AD)
- 2015: No No No (4AD)
- 2024: Caspian Tiger (Pompeii Records)

## Auszeichnungen für Musikverkäufe
| Goldene Schallplatte - Belgien - 2008: für das Album The Flying Club Cup |

| Land/RegionAuszeichnungen für Musikverkäufe (Land/Region, Auszeichnungen, Verkäufe, Quellen) | Gold  | Platin | Verkäufe | Quellen     |
| -------------------------------------------------------------------------------------------- | ----- | ------ | -------- | ----------- |
| Belgien (BRMA)                                                                               | Gold1 | —      | 15.000   | ultratop.be |
| Insgesamt                                                                                    | Gold1 | —      |          |             |